# Anzia gregoriana
Anzia gregoriana är en lavart som beskrevs av Müll. Arg. Anzia gregoriana ingår i släktet Anzia och familjen Parmeliaceae.   Inga underarter finns listade i Catalogue of Life.